# Smreka
Smreka (smrča, lat. Picea), biljni rod iz porodice borovki (Pinaceae) u koji pripada 38 vrsta crnogoričnog i vazdazelenog drveća.

## Vrste
1. Picea abies (L.) H.Karst., obična smreka ili smrča
2. Picea × albertiana S.Br.
3. Picea alcoquiana (H.J.Veitch ex Lindl.) Carrière,  dvobojna smreka
4. Picea asperata Mast., kineska smreka
5. Picea aurantiaca Mast.
6. Picea austropanlanica Silba
7. Picea brachytyla (Franch.) E.Pritz., Sargentova smreka
8. Picea breweriana S.Watson, žalosna smreka
9. Picea chihuahuana Martínez, sjevernomeksička smreka
10. Picea crassifolia Kom.
11. Picea engelmannii Parry ex Engelm., Engelmannova smreka
12. Picea farreri C.N.Page & Rushforth
13. Picea × fennica (Regel) Kom.
14. Picea glehnii (F.Schmidt) Mast., sahalinska smreka
15. Picea jezoensis (Siebold & Zucc.) Carrière
16. Picea koraiensis Nakai, Korejska smreka
17. Picea koyamae Shiras.,  japanska smreka
18. Picea laxa (Münchh.) Sarg., kanadska, bijela ili sura smreka
19. Picea likiangensis (Franch.) E.Pritz., likijanska ili purpurna smreka
20. Picea linzhiensis (W.C.Cheng & L.K.Fu) Rushforth
21. Picea × lutzii Little
22. Picea mariana (Mill.) Britton, Sterns & Poggenb., smeđa, mrka ili crna smreka
23. Picea martinezii T.F.Patt.
24. Picea maximowiczii Regel ex Mast., Maksimovičeva smreka
25. Picea meyeri Rehder & E.H.Wilson, Mejerova ili Meyerova smreka
26. Picea morrisonicola Hayata, tajvanska smreka
27. Picea neoveitchii Mast.
28. Picea × notha Rehder
29. Picea obovata Ledeb., sibirska smreka
30. Picea omorika (Pancic) Purk., pančićeva omorika
31. Picea orientalis (L.) Peterm., kavkaska smreka, orijentalna smreka
32. Picea polita (Siebold & Zucc.) Carrière, torano smreka
33. Picea pungens Engelm., srebrna, bodljikava ili plava smreka
34. Picea purpurea Mast., grimizna smreka
35. Picea retroflexa Mast.,  istočnosičuanska smreka
36. Picea rubens Sarg., crvena smreka
37. Picea schrenkiana Fisch. & C.A.Mey., Schrenkova smreka
38. Picea sitchensis (Bong.) Carrière, Sitkanska smreka
39. Picea smithiana (Wall.) Boiss., himalajska smreka
40. Picea spinulosa (Griff.) A.Henry,  sikimska smreka
41. Picea wilsonii Mast.